# Claude Le Jay
Claude Le Jay SJ (ur. w 1504 w Vulliens, zm. 6 sierpnia 1552 w Wiedniu) – sabaudzki prezbiter rzymskokatolicki, współzałożyciel Towarzystwa Jezusowego, jeden z pierwszych towarzyszy Ignacego Loyoli.

## Życiorys
Urodził się najprawdopodobniej w 1504 roku w Vulliens. Początkową naukę pobierał pod kierunkiem wuja, który był księdzem w pobliskiej parafii. Następnie uczył się w Villaret, gdzie poznał Piotra Fabera. Po ukończeniu studiów teologicznych, przyjął święcenia kapłańskie 28 marca 1528 roku w Genewie. W październiku 1534 roku, za namową Fabera, wyjechał do Paryża, by studiować na tamtejszym uniwersytecie. W ciągu roku odprawił „Ćwiczenia duchowne”, uzyskał stopień bakałarza na Collège Sainte-Barbe, a 15 sierpnia 1535 roku złożył pierwsze śluby posłuszeństwa, czystości i ubóstwa. W październiku 1536 roku uzyskał tytuł magistra, a miesiąc później udał się do Wenecji, skąd miał wyruszyć ze swoimi towarzyszami do Ziemi Świętej.
Czekając na statek, przyszli jezuici postanowili zająć się posługą apostolską, a w marcu 1537 roku udali się do Rzymu, by spotkać się z Pawłem III. Po spotkaniu z papieżem, Jay wraz z Simão Rodriguesem udał się do Bassano, by tam prowadzić działalność duszpasterską. We wrześniu tego samego roku pierwsi towarzysze Ignacego Loyoli spotkali się w Vicenzy, lecz pielgrzymka do Ziemi Świętej nadal była niemożliwa, więc Jay i Rodrigues wyjechali do Ferrary. Tam uzyskali od księcia Herkulesa d’Este zapewnienia sfinansowania pielgrzymki do Ziemi Świętej. W 1538 roku powrócili do Rzymu, gdzie zostali oskarżeni o herezję, a po procesie oczyszczeni z zarzutów. Jay przez pewien czas posługiwał w Rzymie, a następnie został wysłany do Brescii. Gdy w 1540 roku Towarzystwo Jezusowe zostało zatwierdzone przez papieża, Claude Le Jay wziął udział w wyborze pierwszego generała zakonu. 22 kwietnia 1541 roku pierwsi jezuici złożyli uroczystą profesję wieczystą w bazylice św. Pawła za Murami.
Na prośbę kardynała Rodolfa Pio di Carpiego, Le Jay został skierowany na pół roku do posługi w Faenzy. Pod koniec 1541 roku dostał polecenie by udać się do Niemiec, wraz z nuncjuszem Giovannim Girolamą Morone, arcybiskupem Robertem Wauchope’em, Nicolásem Bobadillą i Piotrem Faberem. Jay został skierowany do Bawarii i w kwietniu 1542 roku przybył do Ratyzbony. Po roku posługi duszpasterskiej senat zmusił jego i Wauchope’a do opuszczenia miasta, wobec czego Jay udał się do Ingolstadtu. Zaczął wykładać na tamtejszym uniwersytecie, a następnie zaczął się przygotowywać do udziału w sejmie Rzeszy w Wormacji, w którym wziął udział jako doradca kardynała Ottona Truchsessa von Waldburga. Spotkał tam Piotra Kanizjusza, a także usiłował nawrócić na katolicyzm byłego generała kapycunów Bernardina Ochinę. W latach 1545-1547 brał udział w soborze trydenckim. W czasie trwania obrad król Ferdynand I zaoferował mu diecezję Triestu. Jay odmówił i wysłał list do papieża, z prośbą by nie mianować jezuity na żadną stolicę biskupią. Po wielu wysiłkach Igancego Loyoli, nominacja Jaya została odwołana.
W 1547 roku został wysłany do Ferrary, przez kardynała Alessandra Farnese, by został przewodnikiem duchowym księcia Herkulesa d’Este. Po dwóch latach został ponownie wysłany do Ingolstadtu, gdzie udał się razem z Kanizjuszem i Alfonso Salmerónem. Mieli wykładać na uniwersytecie, jednak żaden z nich nie miał doktoratu z teologii. Wobec tego Ignacy Loyola zaangażował trzech dominikańskich wykładowców z Uniwersytetu Bolońskiego, aby przeprowadzili egzamin doktorski 2 października 1549 roku. Dwa dni później Jay, Kanizjusz i Salmerón zostali pierwszymi jezuitami z dyplomem doktorskim. Wkrótce potem rozpoczęli pracę na uczelni, gdzie Kanizjusz został rektorem, a Salmerón – dziekanem wydziału teologii. Chcieli także utworzyć kolegium jezuickie, co jednak zostało utrudnione po śmierci księcia Bawarii Wilhelma IV. Wkrótce potem Jay został skierowany do Augsburga na kolejny sejm Rzeszy. W 1551 roku na prośbę Ferdynanda I, Juliusz III polecił Jayowi udanie się do Wiednia, by tam otworzyć kolegium jezuickie. Wraz z Nicolasem Lanoyem zaczął wykładać na wydziale teologii, co wkrótce spowodowało napływ studentów. Niedługo potem dołączyli do nich Piotr Kanizjusz i Nicholas Goudanus.
Zmarł 6 sierpnia 1552 roku w Wiedniu.